# Markus Katzer
Markus Katzer est un footballeur autrichien né le 11 décembre 1979 à Vienne. Il évolue au poste de défenseur.

## Sélections
- 11 sélections et 0 but avec l'Équipe d'Autriche de football de 2003 à 2008.

## Palmarès
- Champion d'Autriche : 2005 et 2008 avec le Rapid Vienne